# مایکل شین
مایکل کریستوفر شین (به انگلیسی: Michael Sheen) زاده ۵ فوریه ۱۹۶۹ بازیگری ویلزی است. او که دارای رتبه امپراتوری بریتانیا است تاکنون در ۳۰ تئاتر، ۳۷ فیلم و ۱۷ مجموعه تلویزیونی بازی کرده‌است. از بین آثاری که در آن‌ها به عنوان بازیگر یا صداپیشه حضور داشته‌است می‌توان جهان زیرین، الماس خونین، ملکه، فراست/نیکسون، گرگ و میش: ماه نو، آلیس در سرزمین عجایب، ترون: میراث، نیمه‌شب در پاریس،گرگ و میش: سپیده‌دم ،کارشناسان سکس و تینکربل: نجات پری را نام برد.

## گزیدهٔ نقش‌آفرینی‌ها
- جهان زیرین
- پادشاهی بهشت
- جهان زیرین: تکامل
- الماس خونین
- ملکه
- فراست/نیکسون
- جهان زیرین: ظهور لایکن‌ها
- گرگ و میش: ماه نو
- آلیس در سرزمین عجایب
- ترون: میراث
- نیمه‌شب در پاریس
- گرگ و میش: سپیده‌دم
- کارشناسان سکس
- قوانین جذابیت
- تینکربل: نجات پری
- آخرالزمان انجمن مردان
- گاه‌شمار
- دور از اجتماع خشمگین
- ماری ریلی
- غیرقابل فکر
- یونایتد لعنتی
- فال نیک
- پسر نابغه
- دولیتل
- کشمکش خوب
- چگونه یک دختر درست کنیم
- چیزهای روشن جوان
- آخرین قطار برای کریسمس